# Pat Bowlen

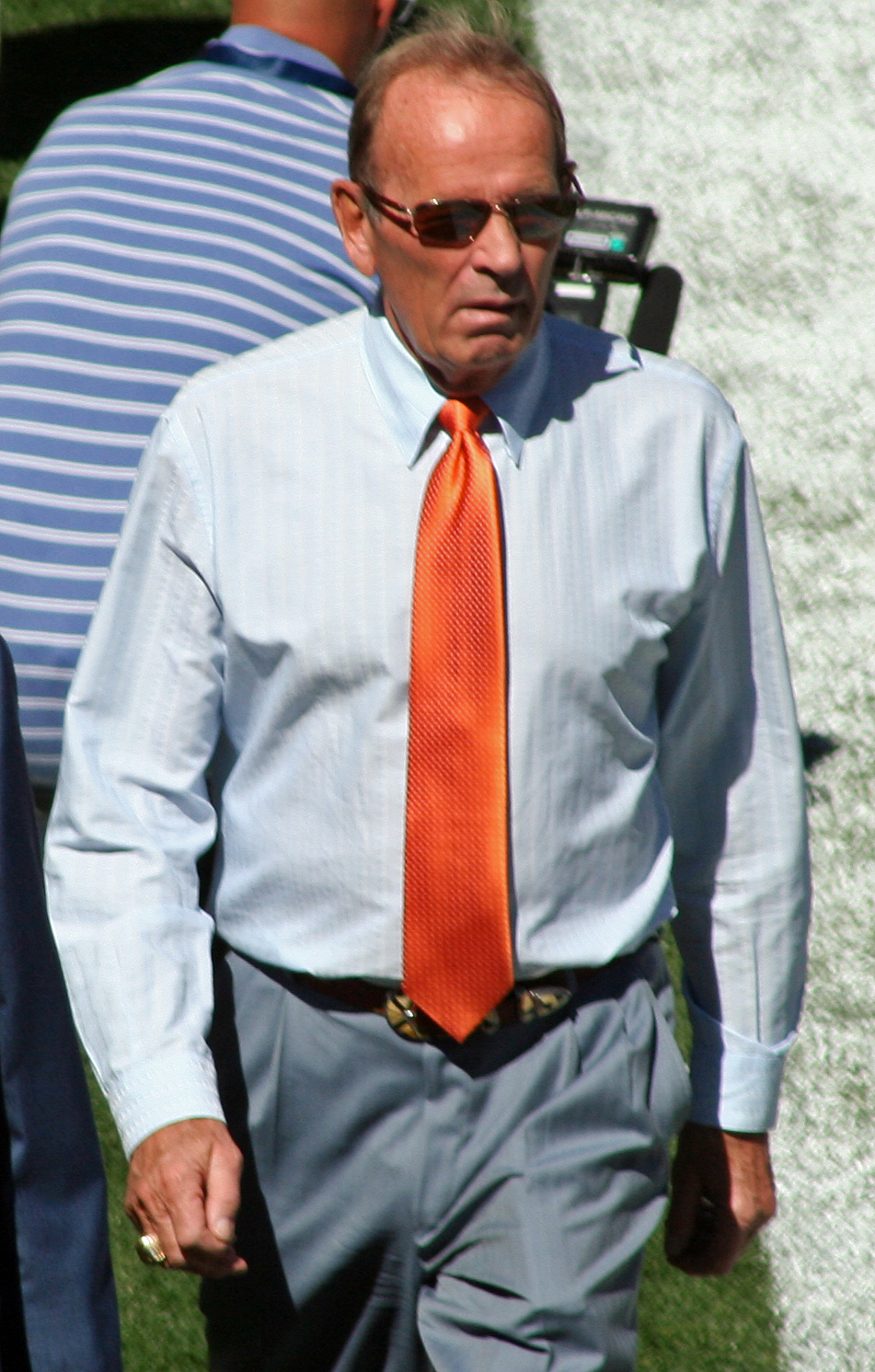
Pat Bowlen, 2010

Patrick Dennis „Pat“ Bowlen (* 18. Februar 1944 in Prairie du Chien, Wisconsin; † 13. Juni 2019) war ein US-amerikanischer Unternehmer und seit 1984 Besitzer des NFL-Teams Denver Broncos.
Bowlen war der Sohn von Arvella und Paul Dennis Bowlen, der durch das kanadische Öl-Geschäft zum Millionär wurde. Die Öl-Firma gehört nun Pat Bowlens Bruder John.
Pat Bowlen wurde 2019 in die Pro Football Hall of Fame aufgenommen.